# Clasificación para la Eurocopa Femenina 2017
El torneo de clasificación para la Eurocopa Femenina 2017 fue el torneo que determinó a las selecciones clasificadas a la Eurocopa Femenina 2017 a realizarse en los Países Bajos, el torneo comenzó el 4 de abril de 2015 y finalizó el 25 de octubre de 2016. La selección de los Países Bajos se clasificó automáticamente por haber sido elegida como la anfitriona de la fase final.
Participaron un total de 46 selecciones nacionales miembro de la UEFA, siendo la primera vez que la selección absoluta femenina de Andorra entra al torneo de clasificación.

## Formato
El torneo de clasificación consiste en tres rondas:
- Ronda preliminar: Los ocho equipos peor clasificados se dividen en dos grupos de cuatro equipos. Cada grupo es jugado con un formato de todos contra todos de solo ida. Los partidos se juegan en uno de los países preseleccionados como anfitriones. Los dos ganadores de los grupos avanzan a la fase de clasificación.
- Fase de clasificación: Los 40 equipos (los 38 mejor clasificados y los dos que se clasificaron en la ronda preliminar) son divididos en ocho grupos de cinco equipos. Cada grupo es jugado con un formato de todos contra todos de ida y vuelta. Los ocho ganadores de los grupos y los seis mejores segundos (sin contar los resultados contra el quinto posicionado del grupo) se clasifican directamente a la fase final del torneo, mientras que los otros dos segundos avanzan a los play-offs.
- Play-offs: Los dos equipos juegan dos partidos, uno de ida y otro de vuelta, para determinar quién es el último equipo clasificado.

### Reglas de desempate
En la ronda preliminar y la fase de clasificación, los equipos son posicionados de acuerda a sus puntos (3 puntos por victoria, 1 por empate y 0 por derrota), y si dos o más equipos empatan a puntos se aplican los siguientes criterios para determinar las posiciones (artículos 13.01 y 13.02 y 15.01 del reglamento de la competición):
1. Mayor número de puntos obtenidos en el minitorneo o los partidos de grupos jugados por los equipos en cuestión;
2. Mayor diferencia de goles resultante del minitorneo o los partidos de grupos jugados por los equipos en cuestión;
3. (Solo en la fase de clasificación) Mayor número de goles marcados fuera de casa en los partidos de grupos jugados por los equipos en cuestión;
4. Si, después de haber aplicado los criterios del 1 al 4, los equipos siguen teniendo la misma posición, los criterios del 1 al 4 son aplicados de nuevo exclusivamente a los partidos de minitorneo o de grupo entre los equipos en cuestión para determinar sus posiciones finales. Si este procedimiento no lleva a una decisión se aplican los criterios del 6 al 11;
5. Mayor diferencia de goles en todos los partidos de minitorneo o de grupos;
6. Mayor número de goles marcados en todos los partidos de minitorneo o de grupos;
7. (Solo en la fase de clasificación) Mayor número de goles fuera de casa en todos los partidos de grupos;
8. (Solo en la ronda preliminar) Si solo dos equipos tienen el mismo número de puntos, y siguen empatados de acuerdo a los criterios del 1 al 7 después de haberse enfrentado en la última ronda del minitorneo, sus posiciones se determinan con una tanda de penales (no se realiza en caso de que sus posiciones no sean relevantes para su clasificación a la siguiente ronda);
9. Menor número de puntos disciplinarios totales basados solo en las tarjetas amarillas y rojas recibidas durante todos los partidos del minitorneo o de grupos (tarjeta roja = 3 puntos, tarjeta amarilla = 1 punto, expulsión por dos tarjetas amarillas en un partido = 3 puntos);
10. Posición en el ranking de los coeficientes UEFA durante el sorteo de la ronda preliminar o de la fase de clasificación.

Para determinar a los seis mejores segundos de la fase de clasificación, los resultados contra los equipos posicionados en la quinta plaza son descartados. Se aplican los siguientes criterios (artículo 15.02 del reglamento de la competición):
1. Mayor número de puntos;
2. Mayor diferencia de goles;
3. Mayor número de goles marcados;
4. Mayor número de goles fuera de casa marcados;
5. Menor número de puntos disciplinarios totales basados solo en las tarjetas amarillas y rojas recibidas (tarjeta roja = 3 puntos, tarjeta amarilla = 1 punto, expulsión por dos tarjetas amarillas en un partido = 3 puntos);
6. Posición en el ranking de los coeficientes UEFA durante el sorteo de la fase de clasificación.

En los play-offs, el equipo que marque más goles en el global de los dos partidos se clasifica para la fase final del torneo. Si el resultado global es un empate se aplica la regla del gol de visitante, esto es, que el equipo que haya marcado más goles fuera de casa en los dos partidos es el que se clasifica. Si los goles fuera de casa son los mismos se juega una prórroga. La regla del gol de visitante se aplica otra vez después de la prórroga, esto es, que si se marcan goles durante la prórroga y el marcador global sigue empatado, el equipo visitante avanza debido a tener un mayor número de goles marcados fuera de casa. Si no se marcan goles durante la prórroga, el resultado se decide en una tanda de penales (artículos 16.01 y 16.02 del reglamento de la competición).

## Calendario
Los partidos de clasificación se juegan en fechas que están dentro del calendario de partidos internacionales de la FIFA.
| Etapa                 | Fechas internacionales FIFA               |
| --------------------- | ----------------------------------------- |
| Ronda preliminar      | 4 al 9 de abril de 2015                   |
| Fase de clasificación | 14 al 22 de septiembre de 2015            |
| Fase de clasificación | 19 al 27 de octubre de 2015               |
| Fase de clasificación | 23 de noviembre al 1 de diciembre de 2015 |
| Fase de clasificación | 18 al 26 de enero de 2016                 |
| Fase de clasificación | 29 de febrero al 9 de marzo de 2016       |
| Fase de clasificación | 4 al 12 de abril de 2016                  |
| Fase de clasificación | 30 de mayo al 7 de junio de 2016          |
| Fase de clasificación | 12 al 20 de septiembre de 2016            |
| Play-offs             | 17 al 25 de octubre de 2016               |

## Participantes
Los equipos fueron posicionados de acuerdo a su posición en el ranking de posiciones UEFA calculado sobre la base de lo siguiente:
- Copa Mundial Femenina de Fútbol de 2011 y su fase de clasificación. (20 %)
- Eurocopa Femenina 2013 y su fase de clasificación. (40 %)
- Fase de clasificación para la Copa Mundial Femenina de Fútbol de 2015 (40 %)

Los 38 equipos mejor posicionados entraron a la fase de clasificación, mientras que los ocho peor posicionados entraron en la ronda preliminar. El ranking de coeficientes también fue usado para posicionar a los equipos en el sorteo de la fase de clasificación.
| Equipo       | Coef.  | Pos. |
| ------------ | ------ | ---- |
| Países Bajos | 34,486 | 8    |

| Equipo     | Coef.  | Pos. |
| ---------- | ------ | ---- |
| Alemania   | 43,665 | 1    |
| Francia    | 42,552 | 2    |
| Suecia     | 42,433 | 3    |
| Noruega    | 39,315 | 4    |
| Inglaterra | 38,133 | 5    |
| Italia     | 36,666 | 6    |
| España     | 35,941 | 7    |
| Islandia   | 32,778 | 9    |

| Equipo    | Coef.  | Pos. |
| --------- | ------ | ---- |
| Rusia     | 32,712 | 10   |
| Dinamarca | 32,615 | 11   |
| Finlandia | 32,605 | 12   |
| Suiza     | 32,558 | 13   |
| Escocia   | 31,264 | 14   |
| Austria   | 29,847 | 15   |
| Ucrania   | 29,064 | 16   |
| Bélgica   | 28,825 | 17   |

| Equipo          | Coef.  | Pos. |
| --------------- | ------ | ---- |
| Polonia         | 27,555 | 18   |
| República Checa | 25,750 | 19   |
| Gales           | 25,070 | 20   |
| Irlanda         | 24,581 | 21   |
| Rumania         | 22,954 | 22   |
| Hungría         | 22,434 | 23   |
| Serbia          | 21,747 | 24   |
| Bielorrusia     | 21,634 | 25   |

| Equipo               | Coef.  | Pos. |
| -------------------- | ------ | ---- |
| Portugal             | 20,925 | 26   |
| Irlanda del Norte    | 18,141 | 27   |
| Eslovaquia           | 17,691 | 28   |
| Bosnia y Herzegovina | 16,806 | 29   |
| Turquía              | 15,528 | 30   |
| Israel               | 14,841 | 31   |
| Eslovenia            | 14,736 | 32   |
| Grecia               | 14,219 | 33   |

| Equipo              | Coef.  | Pos. |
| ------------------- | ------ | ---- |
| Estonia             | 13,281 | 34   |
| Croacia             | 13,111 | 35   |
| Kazajistán          | 12,591 | 36   |
| Albania             | 9,991  | 38   |
| Macedonia del Norte | 8,032  | 40   |
| Montenegro          | 7,443  | 41   |

| \| Equipo \| Coef. \| Pos. \| \| ------------ \| ----- \| ---- \| \| Islas Feroe \| 7,357 \| 42 \| \| Malta (A) \| 6,723 \| 44 \| \| Georgia \| 6,063 \| 45 \| \| Lituania \| 4,585 \| 46 \| \| Letonia \| 4,042 \| 47 \| \| Luxemburgo \| 3,918 \| 48 \| \| Andorra \| — \| — \| \| Moldavia (A) \| — \| — \| |       |      |
| Equipo | Coef. | Pos. |
| Islas Feroe | 7,357 | 42   |
| Malta (A) | 6,723 | 44   |
| Georgia | 6,063 | 45   |
| Lituania | 4,585 | 46   |
| Letonia | 4,042 | 47   |
| Luxemburgo | 3,918 | 48   |
| Andorra | —     | —    |
| Moldavia (A) | —     | —    |

| No entraron   | No entraron | No entraron |
| Equipo        | Coef.       | Pos.        |
| ------------- | ----------- | ----------- |
| Azerbaiyán    | 11,375      | 37          |
| Bulgaria      | 9,960       | 39          |
| Armenia       | 7,275       | 43          |
| Chipre        | —           | —           |
| Gibraltar     | —           | —           |
| Liechtenstein | —           | —           |
| San Marino    | —           | —           |

Notas
- Los equipos que fueron preseleccionados como anfitriones de la ronda preliminar son denotados con (A).
- Los equipos marcados en negrita son los que se clasificaron a la fase final.

## Ronda preliminar

### Sorteo
El sorteo para la ronda preliminar fue celebrado el 19 de enero de 2015 en la sede de la UEFA en Nyon, Suiza.
Los equipos fueron divididos en dos potes: el pote 1 contiene 2 equipos que fueron preseleccionados como anfitriones (Malta y Moldavia), mientras el pote 2 contiene los seis restantes equipos (Andorra, Islas Feroe, Georgia, Letonia, Lituania, y Luxemburgo). Cada grupo contenía un equipo del pote 1 y tres equipos del pote 2.

### Grupos
El ganador de cada grupo avanza a la fase de clasificación.

#### Grupo 1
| Equipo       | Pts | PJ | PG | PE | PP | GF | GC | Dif |
| ------------ | --- | -- | -- | -- | -- | -- | -- | --- |
| Moldavia (A) | 6   | 3  | 2  | 0  | 1  | 5  | 1  | +4  |
| Letonia      | 4   | 3  | 1  | 1  | 1  | 5  | 5  | 0   |
| Lituania     | 4   | 3  | 1  | 1  | 1  | 3  | 3  | 0   |
| Luxemburgo   | 3   | 3  | 1  | 0  | 2  | 4  | 8  | -4  |

| \| Fecha \| Estadio (Ciudad) \| Local \| Resultado \| Visitante \| \| ------------------ \| ------------------------------- \| ---------- \| --------- \| ---------- \| \| 4 de abril de 2015 \| CSR Orhei (Orhei) \| Luxemburgo \| 4 – 3 \| Letonia \| \| 4 de abril de 2015 \| Stadionul CPSM (Vadul lui Vodă) \| Moldavia \| 2 – 0 \| Lituania \| \| 6 de abril de 2015 \| CSR Orhei (Orhei) \| Lituania \| 2 – 0 \| Luxemburgo \| \| 6 de abril de 2015 \| Stadionul CPSM (Vadul lui Vodă) \| Moldavia \| 0 – 1 \| Letonia \| \| 9 de abril de 2015 \| Stadionul CPSM (Vadul lui Vodă) \| Luxemburgo \| 0 – 3 \| Moldavia \| \| 9 de abril de 2015 \| CSR Orhei (Orhei) \| Letonia \| 1 – 1 \| Lituania \| |                                 |            |           |            |
| Fecha | Estadio (Ciudad)                | Local      | Resultado | Visitante  |
| 4 de abril de 2015 | CSR Orhei (Orhei)               | Luxemburgo | 4 – 3     | Letonia    |
| 4 de abril de 2015 | Stadionul CPSM (Vadul lui Vodă) | Moldavia   | 2 – 0     | Lituania   |
| 6 de abril de 2015 | CSR Orhei (Orhei)               | Lituania   | 2 – 0     | Luxemburgo |
| 6 de abril de 2015 | Stadionul CPSM (Vadul lui Vodă) | Moldavia   | 0 – 1     | Letonia    |
| 9 de abril de 2015 | Stadionul CPSM (Vadul lui Vodă) | Luxemburgo | 0 – 3     | Moldavia   |
| 9 de abril de 2015 | CSR Orhei (Orhei)               | Letonia    | 1 – 1     | Lituania   |

- Fuente: UEFA
- (A) Anfitrión

#### Grupo 2
| Equipo      | Pts | PJ | PG | PE | PP | GF | GC | Dif |
| ----------- | --- | -- | -- | -- | -- | -- | -- | --- |
| Georgia     | 6   | 3  | 2  | 0  | 1  | 10 | 2  | +8  |
| Islas Feroe | 6   | 3  | 2  | 0  | 1  | 12 | 4  | +8  |
| Malta (A)   | 6   | 3  | 2  | 0  | 1  | 9  | 8  | +1  |
| Andorra     | 0   | 3  | 0  | 0  | 3  | 3  | 20 | -17 |

| \| Fecha \| Estadio (Ciudad) \| Local \| Resultado \| Visitante \| \| ------------------ \| ------------------------------------ \| ----------- \| --------- \| ----------- \| \| 4 de abril de 2015 \| Víctor Tedesco Stadium (Ħamrun) \| Georgia \| 2 – 0 \| Islas Feroe \| \| 4 de abril de 2015 \| Víctor Tedesco Stadium (Ħamrun) \| Andorra \| 3 – 5 \| Malta \| \| 6 de abril de 2015 \| Víctor Tedesco Stadium (Ħamrun) \| Islas Feroe \| 8 – 0 \| Andorra \| \| 6 de abril de 2015 \| Víctor Tedesco Stadium (Ħamrun) \| Georgia \| 1 – 2 \| Malta \| \| 9 de abril de 2015 \| Víctor Tedesco Stadium (Ħamrun) \| Malta \| 2 – 4 \| Islas Feroe \| \| 9 de abril de 2015 \| Estadio Nacional Ta' Qali (Ta' Qali) \| Andorra \| 0 – 7 \| Georgia \| |                                      |             |           |             |
| Fecha | Estadio (Ciudad)                     | Local       | Resultado | Visitante   |
| 4 de abril de 2015 | Víctor Tedesco Stadium (Ħamrun)      | Georgia     | 2 – 0     | Islas Feroe |
| 4 de abril de 2015 | Víctor Tedesco Stadium (Ħamrun)      | Andorra     | 3 – 5     | Malta       |
| 6 de abril de 2015 | Víctor Tedesco Stadium (Ħamrun)      | Islas Feroe | 8 – 0     | Andorra     |
| 6 de abril de 2015 | Víctor Tedesco Stadium (Ħamrun)      | Georgia     | 1 – 2     | Malta       |
| 9 de abril de 2015 | Víctor Tedesco Stadium (Ħamrun)      | Malta       | 2 – 4     | Islas Feroe |
| 9 de abril de 2015 | Estadio Nacional Ta' Qali (Ta' Qali) | Andorra     | 0 – 7     | Georgia     |

- Fuente: UEFA
- (A) Anfitrión

## Fase de clasificación

### Sorteo
El sorteo para la fase de clasificación fue celebrado el 20 de abril de 2015 en la sede de la UEFA en Nyon, Suiza.
Los equipos fueron sembrados según su coeficiente de clasificación (ver sección Participantes). Cada grupo contenía un equipo de cada uno de los cinco potes. Los dos equipos clasificados de la ronda preliminar, Moldavia y Georgia, fueron ubicados en el pote "E" para el sorteo de la fase de grupos.

### Grupos
Los ocho ganadores de grupo y los seis mejores segundos (Sin contar los resultados contra el equipo del quinto puesto) calificaron directamente para el torneo final.
     Los restantes dos subcampeones avanzaron al play-offs.

#### Grupo 1
| Equipo      | Pts | PJ | PG | PE | PP | GF | GC | Dif |
| ----------- | --- | -- | -- | -- | -- | -- | -- | --- |
| Islandia    | 21  | 8  | 7  | 0  | 1  | 34 | 2  | +32 |
| Escocia     | 21  | 8  | 7  | 0  | 1  | 30 | 7  | +23 |
| Eslovenia   | 9   | 8  | 3  | 0  | 5  | 21 | 19 | +2  |
| Bielorrusia | 9   | 8  | 3  | 0  | 5  | 10 | 20 | -10 |
| Macedonia   | 0   | 8  | 0  | 0  | 8  | 4  | 51 | -47 |

| \| Fecha \| Estadio (Ciudad) \| Local \| Resultado \| Visitante \| \| ------------------------ \| ------------------------------------------------- \| ----------- \| --------- \| ----------- \| \| 22 de septiembre de 2015 \| Ajdovščina Stadium (Ajdovščina) \| Eslovenia \| 0 – 3 \| Escocia \| \| 22 de septiembre de 2015 \| Laugardalsvöllur (Reikiavik) \| Islandia \| 2 – 0 \| Bielorrusia \| \| 19 de octubre de 2015 \| Stanko Mlakar Stadium (Kranj) \| Eslovenia \| 3 – 0 \| Bielorrusia \| \| 22 de octubre de 2015 \| Centro de entrenamiento Petar Miloševski (Skopie) \| Macedonia \| 0 – 4 \| Islandia \| \| 23 de octubre de 2015 \| Fir Park (Motherwell) \| Escocia \| 7 – 0 \| Bielorrusia \| \| 26 de octubre de 2015 \| Lendava Sports Park (Lendava) \| Eslovenia \| 0 – 6 \| Islandia \| \| 27 de octubre de 2015 \| Centro de entrenamiento Petar Miloševski (Skopie) \| Macedonia \| 1 – 4 \| Escocia \| \| 26 de noviembre de 2015 \| Centro de entrenamiento Petar Miloševski (Skopie) \| Macedonia \| 0 – 2 \| Bielorrusia \| \| 29 de noviembre de 2015 \| St. Mirren Park (Paisley) \| Escocia \| 10 – 0 \| Macedonia \| \| 8 de abril de 2016 \| St. Mirren Park (Paisley) \| Escocia \| 3 – 1 \| Eslovenia \| \| 12 de abril de 2016 \| FC Minsk Stadium (Minsk) \| Bielorrusia \| 0 – 5 \| Islandia \| \| 12 de abril de 2016 \| Lendava Sports Park (Lendava) \| Eslovenia \| 8 – 1 \| Macedonia \| \| 3 de junio de 2016 \| Centro de entrenamiento Petar Miloševski (Skopie) \| Macedonia \| 0 – 9 \| Eslovenia \| \| 3 de junio de 2016 \| Falkirk Stadium (Falkirk) \| Escocia \| 0 – 4 \| Islandia \| \| 7 de junio de 2016 \| FC Minsk Stadium (Minsk) \| Bielorrusia \| 0 – 1 \| Escocia \| \| 7 de junio de 2016 \| Laugardalsvöllur (Reikiavik) \| Islandia \| 8 – 0 \| Macedonia \| \| 15 de septiembre de 2016 \| FC Minsk Stadium (Minsk) \| Bielorrusia \| 6 – 2 \| Macedonia \| \| 16 de septiembre de 2016 \| Laugardalsvöllur (Reikiavik) \| Islandia \| 4 – 0 \| Eslovenia \| \| 20 de septiembre de 2016 \| FC Minsk Stadium (Minsk) \| Bielorrusia \| 2 – 0 \| Eslovenia \| \| 20 de septiembre de 2016 \| Laugardalsvöllur (Reikiavik) \| Islandia \| 1 – 2 \| Escocia \| |                                                   |             |           |             |
| Fecha | Estadio (Ciudad)                                  | Local       | Resultado | Visitante   |
| 22 de septiembre de 2015 | Ajdovščina Stadium (Ajdovščina)                   | Eslovenia   | 0 – 3     | Escocia     |
| 22 de septiembre de 2015 | Laugardalsvöllur (Reikiavik)                      | Islandia    | 2 – 0     | Bielorrusia |
| 19 de octubre de 2015 | Stanko Mlakar Stadium (Kranj)                     | Eslovenia   | 3 – 0     | Bielorrusia |
| 22 de octubre de 2015 | Centro de entrenamiento Petar Miloševski (Skopie) | Macedonia   | 0 – 4     | Islandia    |
| 23 de octubre de 2015 | Fir Park (Motherwell)                             | Escocia     | 7 – 0     | Bielorrusia |
| 26 de octubre de 2015 | Lendava Sports Park (Lendava)                     | Eslovenia   | 0 – 6     | Islandia    |
| 27 de octubre de 2015 | Centro de entrenamiento Petar Miloševski (Skopie) | Macedonia   | 1 – 4     | Escocia     |
| 26 de noviembre de 2015 | Centro de entrenamiento Petar Miloševski (Skopie) | Macedonia   | 0 – 2     | Bielorrusia |
| 29 de noviembre de 2015 | St. Mirren Park (Paisley)                         | Escocia     | 10 – 0    | Macedonia   |
| 8 de abril de 2016 | St. Mirren Park (Paisley)                         | Escocia     | 3 – 1     | Eslovenia   |
| 12 de abril de 2016 | FC Minsk Stadium (Minsk)                          | Bielorrusia | 0 – 5     | Islandia    |
| 12 de abril de 2016 | Lendava Sports Park (Lendava)                     | Eslovenia   | 8 – 1     | Macedonia   |
| 3 de junio de 2016 | Centro de entrenamiento Petar Miloševski (Skopie) | Macedonia   | 0 – 9     | Eslovenia   |
| 3 de junio de 2016 | Falkirk Stadium (Falkirk)                         | Escocia     | 0 – 4     | Islandia    |
| 7 de junio de 2016 | FC Minsk Stadium (Minsk)                          | Bielorrusia | 0 – 1     | Escocia     |
| 7 de junio de 2016 | Laugardalsvöllur (Reikiavik)                      | Islandia    | 8 – 0     | Macedonia   |
| 15 de septiembre de 2016 | FC Minsk Stadium (Minsk)                          | Bielorrusia | 6 – 2     | Macedonia   |
| 16 de septiembre de 2016 | Laugardalsvöllur (Reikiavik)                      | Islandia    | 4 – 0     | Eslovenia   |
| 20 de septiembre de 2016 | FC Minsk Stadium (Minsk)                          | Bielorrusia | 2 – 0     | Eslovenia   |
| 20 de septiembre de 2016 | Laugardalsvöllur (Reikiavik)                      | Islandia    | 1 – 2     | Escocia     |

- Fuente: UEFA

#### Grupo 2
| Equipo     | Pts | PJ | PG | PE | PP | GF | GC | Dif |
| ---------- | --- | -- | -- | -- | -- | -- | -- | --- |
| España     | 24  | 8  | 8  | 0  | 0  | 39 | 2  | +37 |
| Portugal   | 13  | 8  | 4  | 1  | 3  | 15 | 11 | +4  |
| Finlandia  | 13  | 8  | 4  | 1  | 3  | 17 | 12 | +5  |
| Irlanda    | 9   | 8  | 3  | 0  | 5  | 17 | 14 | +3  |
| Montenegro | 0   | 8  | 0  | 0  | 8  | 2  | 51 | -49 |

| \| Fecha \| Estadio (Ciudad) \| Local \| Resultado \| Visitante \| \| ------------------------ \| ---------------------------------------------------- \| ---------- \| --------- \| ---------- \| \| 17 de septiembre de 2015 \| Veritas Stadion (Turku) \| Finlandia \| 1 – 0 \| Montenegro \| \| 21 de septiembre de 2015 \| Estadio de Tallaght (Dublín) \| Irlanda \| 0 – 2 \| Finlandia \| \| 27 de octubre de 2015 \| Parque Joaquim de Almeida (Moreira de Cónegos) \| Portugal \| 1 – 2 \| Irlanda \| \| 27 de octubre de 2015 \| Estadio Sonera (Helsinki) \| Finlandia \| 1 – 2 \| España \| \| 26 de noviembre de 2015 \| Estadio de Tallaght (Dublín) \| Irlanda \| 0 – 3 \| España \| \| 26 de noviembre de 2015 \| Estadio António Coimbra da Mota (Estoril) \| Portugal \| 6 – 1 \| Montenegro \| \| 1 de diciembre de 2015 \| Estadio Nuevo Vivero (Badajoz) \| España \| 2 – 0 \| Portugal \| \| 24 de enero de 2016 \| Stadion Pod Malim Brdom (Petrovac) \| Montenegro \| 0 – 7 \| España \| \| 7 de abril de 2016 \| Stadion Pod Malim Brdom (Petrovac) \| Montenegro \| 0 – 5 \| Irlanda \| \| 8 de abril de 2016 \| Complexo Desportivo da Covilhã (Covilhã) \| Portugal \| 1 – 4 \| España \| \| 12 de abril de 2016 \| Stadion Pod Malim Brdom (Petrovac) \| Montenegro \| 1 – 7 \| Finlandia \| \| 12 de abril de 2016 \| Ciudad del Fútbol de Las Rozas (Las Rozas de Madrid) \| España \| 3 – 0 \| Irlanda \| \| 3 de junio de 2016 \| Tehtaan kenttä (Valkeakoski) \| Finlandia \| 4 – 1 \| Irlanda \| \| 3 de junio de 2016 \| Stadion Pod Malim Brdom (Petrovac) \| Montenegro \| 0 – 3 \| Portugal \| \| 7 de junio de 2016 \| Estadio Sonera (Helsinki) \| Finlandia \| 0 – 0 \| Portugal \| \| 7 de junio de 2016 \| Laugardalsvöllur (Reikiavik) \| Irlanda \| 9 – 0 \| Montenegro \| \| 15 de septiembre de 2016 \| Ciudad del Fútbol de Las Rozas (Las Rozas de Madrid) \| España \| 13 – 0 \| Montenegro \| \| 16 de septiembre de 2016 \| Estadio do CD Trofense (Trofa) \| Portugal \| 3 – 2 \| Finlandia \| \| 20 de septiembre de 2016 \| Estadio Municipal de Butarque (Leganés) \| España \| 5 – 0 \| Finlandia \| \| 20 de septiembre de 2016 \| Estadio de Tallaght (Dublín) \| Irlanda \| 0 – 1 \| Portugal \| |                                                      |            |           |            |
| Fecha | Estadio (Ciudad)                                     | Local      | Resultado | Visitante  |
| 17 de septiembre de 2015 | Veritas Stadion (Turku)                              | Finlandia  | 1 – 0     | Montenegro |
| 21 de septiembre de 2015 | Estadio de Tallaght (Dublín)                         | Irlanda    | 0 – 2     | Finlandia  |
| 27 de octubre de 2015 | Parque Joaquim de Almeida (Moreira de Cónegos)       | Portugal   | 1 – 2     | Irlanda    |
| 27 de octubre de 2015 | Estadio Sonera (Helsinki)                            | Finlandia  | 1 – 2     | España     |
| 26 de noviembre de 2015 | Estadio de Tallaght (Dublín)                         | Irlanda    | 0 – 3     | España     |
| 26 de noviembre de 2015 | Estadio António Coimbra da Mota (Estoril)            | Portugal   | 6 – 1     | Montenegro |
| 1 de diciembre de 2015 | Estadio Nuevo Vivero (Badajoz)                       | España     | 2 – 0     | Portugal   |
| 24 de enero de 2016 | Stadion Pod Malim Brdom (Petrovac)                   | Montenegro | 0 – 7     | España     |
| 7 de abril de 2016 | Stadion Pod Malim Brdom (Petrovac)                   | Montenegro | 0 – 5     | Irlanda    |
| 8 de abril de 2016 | Complexo Desportivo da Covilhã (Covilhã)             | Portugal   | 1 – 4     | España     |
| 12 de abril de 2016 | Stadion Pod Malim Brdom (Petrovac)                   | Montenegro | 1 – 7     | Finlandia  |
| 12 de abril de 2016 | Ciudad del Fútbol de Las Rozas (Las Rozas de Madrid) | España     | 3 – 0     | Irlanda    |
| 3 de junio de 2016 | Tehtaan kenttä (Valkeakoski)                         | Finlandia  | 4 – 1     | Irlanda    |
| 3 de junio de 2016 | Stadion Pod Malim Brdom (Petrovac)                   | Montenegro | 0 – 3     | Portugal   |
| 7 de junio de 2016 | Estadio Sonera (Helsinki)                            | Finlandia  | 0 – 0     | Portugal   |
| 7 de junio de 2016 | Laugardalsvöllur (Reikiavik)                         | Irlanda    | 9 – 0     | Montenegro |
| 15 de septiembre de 2016 | Ciudad del Fútbol de Las Rozas (Las Rozas de Madrid) | España     | 13 – 0    | Montenegro |
| 16 de septiembre de 2016 | Estadio do CD Trofense (Trofa)                       | Portugal   | 3 – 2     | Finlandia  |
| 20 de septiembre de 2016 | Estadio Municipal de Butarque (Leganés)              | España     | 5 – 0     | Finlandia  |
| 20 de septiembre de 2016 | Estadio de Tallaght (Dublín)                         | Irlanda    | 0 – 1     | Portugal   |

- Fuente: UEFA

#### Grupo 3
| Equipo  | Pts | PJ | PG | PE | PP | GF | GC | Dif |
| ------- | --- | -- | -- | -- | -- | -- | -- | --- |
| Francia | 24  | 8  | 8  | 0  | 0  | 27 | 0  | +27 |
| Rumania | 16  | 8  | 5  | 1  | 2  | 17 | 8  | +9  |
| Ucrania | 13  | 8  | 4  | 1  | 3  | 14 | 12 | +2  |
| Grecia  | 6   | 8  | 2  | 0  | 6  | 9  | 19 | -10 |
| Albania | 0   | 8  | 0  | 0  | 8  | 3  | 31 | -28 |

| \| Fecha \| Estadio (Ciudad) \| Local \| Resultado \| Visitante \| \| ------------------------ \| ---------------------------------------------- \| ------- \| --------- \| --------- \| \| 22 de septiembre de 2015 \| MMArena (Le Mans) \| Francia \| 3 – 0 \| Rumania \| \| 22 de octubre de 2015 \| Loni Papuçiu Stadium (Fier) \| Albania \| 1 – 4 \| Grecia \| \| 22 de octubre de 2015 \| Arena Lviv (Leópolis) \| Ucrania \| 2 – 2 \| Rumania \| \| 27 de octubre de 2015 \| Stadionul Mogoșoaia (Mogoșoaia) \| Rumania \| 3 – 0 \| Albania \| \| 27 de octubre de 2015 \| Arena Lviv (Leópolis) \| Ucrania \| 0 – 3 \| Francia \| \| 27 de noviembre de 2015 \| Katerini Stadium (Katerini) \| Grecia \| 1 – 3 \| Rumania \| \| 27 de noviembre de 2015 \| Estadio Qemal Stafa (Tirana) \| Albania \| 0 – 6 \| Francia \| \| 1 de diciembre de 2015 \| Katerini Stadium (Katerini) \| Grecia \| 0 – 3 \| Francia \| \| 26 de enero de 2016 \| Trikala Municipal Stadium (Tríkala) \| Grecia \| 3 – 2 \| Albania \| \| 4 de marzo de 2016 \| Elbasan Arena (Elbasan) \| Albania \| 0 – 4 \| Ucrania \| \| 8 de marzo de 2016 \| Acharnes Stadium (Atenas) \| Grecia \| 1 – 3 \| Ucrania \| \| 8 de abril de 2016 \| Arena Lviv (Leópolis) \| Ucrania \| 2 – 0 \| Albania \| \| 8 de abril de 2016 \| Stadionul Nicolae Dobrin (Pitești) \| Rumania \| 0 – 1 \| Francia \| \| 11 de abril de 2016 \| Estadio de Hainaut (Valenciennes) \| Francia \| 4 – 0 \| Ucrania \| \| 2 de junio de 2016 \| Elbasan Arena (Elbasan) \| Albania \| 0 – 3 \| Rumanai \| \| 3 de junio de 2016 \| Roazhon Park (Rennes) \| Francia \| 1 – 0 \| Grecia \| \| 7 de junio de 2016 \| Arena Lviv (Leópolis) \| Ucrania \| 2 – 0 \| Grecia \| \| 15 de septiembre de 2016 \| Estadio Dr. Constantin Rădulescu (Cluj-Napoca) \| Rumania \| 2 – 1 \| Ucrania \| \| 20 de septiembre de 2016 \| Estadio Dr. Constantin Rădulescu (Cluj-Napoca) \| Rumania \| 4 – 0 \| Grecia \| \| 20 de septiembre de 2016 \| Estadio Jean-Bouin (París) \| Francia \| 6 – 0 \| Albania \| |                                                |         |           |           |
| Fecha | Estadio (Ciudad)                               | Local   | Resultado | Visitante |
| 22 de septiembre de 2015 | MMArena (Le Mans)                              | Francia | 3 – 0     | Rumania   |
| 22 de octubre de 2015 | Loni Papuçiu Stadium (Fier)                    | Albania | 1 – 4     | Grecia    |
| 22 de octubre de 2015 | Arena Lviv (Leópolis)                          | Ucrania | 2 – 2     | Rumania   |
| 27 de octubre de 2015 | Stadionul Mogoșoaia (Mogoșoaia)                | Rumania | 3 – 0     | Albania   |
| 27 de octubre de 2015 | Arena Lviv (Leópolis)                          | Ucrania | 0 – 3     | Francia   |
| 27 de noviembre de 2015 | Katerini Stadium (Katerini)                    | Grecia  | 1 – 3     | Rumania   |
| 27 de noviembre de 2015 | Estadio Qemal Stafa (Tirana)                   | Albania | 0 – 6     | Francia   |
| 1 de diciembre de 2015 | Katerini Stadium (Katerini)                    | Grecia  | 0 – 3     | Francia   |
| 26 de enero de 2016 | Trikala Municipal Stadium (Tríkala)            | Grecia  | 3 – 2     | Albania   |
| 4 de marzo de 2016 | Elbasan Arena (Elbasan)                        | Albania | 0 – 4     | Ucrania   |
| 8 de marzo de 2016 | Acharnes Stadium (Atenas)                      | Grecia  | 1 – 3     | Ucrania   |
| 8 de abril de 2016 | Arena Lviv (Leópolis)                          | Ucrania | 2 – 0     | Albania   |
| 8 de abril de 2016 | Stadionul Nicolae Dobrin (Pitești)             | Rumania | 0 – 1     | Francia   |
| 11 de abril de 2016 | Estadio de Hainaut (Valenciennes)              | Francia | 4 – 0     | Ucrania   |
| 2 de junio de 2016 | Elbasan Arena (Elbasan)                        | Albania | 0 – 3     | Rumanai   |
| 3 de junio de 2016 | Roazhon Park (Rennes)                          | Francia | 1 – 0     | Grecia    |
| 7 de junio de 2016 | Arena Lviv (Leópolis)                          | Ucrania | 2 – 0     | Grecia    |
| 15 de septiembre de 2016 | Estadio Dr. Constantin Rădulescu (Cluj-Napoca) | Rumania | 2 – 1     | Ucrania   |
| 20 de septiembre de 2016 | Estadio Dr. Constantin Rădulescu (Cluj-Napoca) | Rumania | 4 – 0     | Grecia    |
| 20 de septiembre de 2016 | Estadio Jean-Bouin (París)                     | Francia | 6 – 0     | Albania   |

- Fuente: UEFA

#### Grupo 4
| Equipo     | Pts | PJ | PG | PE | PP | GF | GC | Dif |
| ---------- | --- | -- | -- | -- | -- | -- | -- | --- |
| Suecia     | 21  | 8  | 7  | 0  | 1  | 22 | 3  | +19 |
| Dinamarca  | 19  | 8  | 6  | 1  | 1  | 22 | 1  | +21 |
| Polonia    | 10  | 8  | 3  | 1  | 4  | 10 | 16 | -6  |
| Eslovaquia | 9   | 8  | 3  | 0  | 5  | 11 | 13 | -2  |
| Moldavia   | 0   | 8  | 0  | 0  | 8  | 1  | 33 | -32 |

| \| Fecha \| Estadio (Ciudad) \| Local \| Resultado \| Visitante \| \| ------------------------ \| -------------------------------- \| ---------- \| --------- \| ---------- \| \| 17 de septiembre de 2015 \| CSR Orhei (Orhei) \| Moldavia \| 0 – 3 \| Suecia \| \| 22 de septiembre de 2015 \| Gamla Ullevi (Gotemburgo) \| Suecia \| 3 – 0 \| Polonia \| \| 22 de octubre de 2015 \| Tychy City Stadium (Tychy) \| Polonia \| 2 – 0 \| Eslovaquia \| \| 22 de octubre de 2015 \| Viborg Stadion (Viborg) \| Dinamarca \| 4 – 0 \| Moldavia \| \| 26 de octubre de 2015 \| NTC Senec (Senec) \| Eslovaquia \| 4 – 0 \| Moldavia \| \| 27 de octubre de 2015 \| Gamla Ullevi (Gotemburgo) \| Suecia \| 1 – 0 \| Dinamarca \| \| 26 de noviembre de 2015 \| NTC Senec (Senec) \| Eslovaquia \| 0 – 1 \| Dinamarca \| \| 27 de noviembre de 2015 \| CSR Orhei (Orhei) \| Moldavia \| 1 – 3 \| Polonia \| \| 1 de diciembre de 2015 \| CSR Orhei (Orhei) \| Moldavia \| 0 – 4 \| Eslovaquia \| \| 7 de abril de 2016 \| Tychy City Stadium (Tychy) \| Polonia \| 0 – 0 \| Dinamarca \| \| 8 de abril de 2016 \| NTC Poprad (Poprad) \| Eslovaquia \| 0 – 3 \| Suecia \| \| 12 de abril de 2016 \| NTC Poprad (Poprad) \| Eslovaquia \| 2 – 1 \| Polonia \| \| 2 de junio de 2016 \| Stadion ŁKS (Łódź) \| Polonia \| 0 – 4 \| Suecia \| \| 2 de junio de 2016 \| Viborg Stadion (Viborg) \| Dinamarca \| 4 – 0 \| Eslovaquia \| \| 6 de junio de 2016 \| Gamla Ullevi (Gotemburgo) \| Suecia \| 6 – 0 \| Moldavia \| \| 7 de junio de 2016 \| Viborg Stadion (Viborg) \| Dinamarca \| 6 – 0 \| Polonia \| \| 15 de septiembre de 2016 \| Gamla Ullevi (Gotemburgo) \| Suecia \| 2 – 1 \| Eslovaquia \| \| 15 de septiembre de 2016 \| Estadio Zimbru (Chisináu) \| Moldavia \| 0 – 5 \| Dinamarca \| \| 20 de septiembre de 2016 \| Stadion Miejski OSiR (Włocławek) \| Polonia \| 4 – 0 \| Moldavia \| \| 20 de septiembre de 2016 \| Viborg Stadion (Viborg) \| Dinamarca \| 2 – 0 \| Suecia \| |                                  |            |           |            |
| Fecha | Estadio (Ciudad)                 | Local      | Resultado | Visitante  |
| 17 de septiembre de 2015 | CSR Orhei (Orhei)                | Moldavia   | 0 – 3     | Suecia     |
| 22 de septiembre de 2015 | Gamla Ullevi (Gotemburgo)        | Suecia     | 3 – 0     | Polonia    |
| 22 de octubre de 2015 | Tychy City Stadium (Tychy)       | Polonia    | 2 – 0     | Eslovaquia |
| 22 de octubre de 2015 | Viborg Stadion (Viborg)          | Dinamarca  | 4 – 0     | Moldavia   |
| 26 de octubre de 2015 | NTC Senec (Senec)                | Eslovaquia | 4 – 0     | Moldavia   |
| 27 de octubre de 2015 | Gamla Ullevi (Gotemburgo)        | Suecia     | 1 – 0     | Dinamarca  |
| 26 de noviembre de 2015 | NTC Senec (Senec)                | Eslovaquia | 0 – 1     | Dinamarca  |
| 27 de noviembre de 2015 | CSR Orhei (Orhei)                | Moldavia   | 1 – 3     | Polonia    |
| 1 de diciembre de 2015 | CSR Orhei (Orhei)                | Moldavia   | 0 – 4     | Eslovaquia |
| 7 de abril de 2016 | Tychy City Stadium (Tychy)       | Polonia    | 0 – 0     | Dinamarca  |
| 8 de abril de 2016 | NTC Poprad (Poprad)              | Eslovaquia | 0 – 3     | Suecia     |
| 12 de abril de 2016 | NTC Poprad (Poprad)              | Eslovaquia | 2 – 1     | Polonia    |
| 2 de junio de 2016 | Stadion ŁKS (Łódź)               | Polonia    | 0 – 4     | Suecia     |
| 2 de junio de 2016 | Viborg Stadion (Viborg)          | Dinamarca  | 4 – 0     | Eslovaquia |
| 6 de junio de 2016 | Gamla Ullevi (Gotemburgo)        | Suecia     | 6 – 0     | Moldavia   |
| 7 de junio de 2016 | Viborg Stadion (Viborg)          | Dinamarca  | 6 – 0     | Polonia    |
| 15 de septiembre de 2016 | Gamla Ullevi (Gotemburgo)        | Suecia     | 2 – 1     | Eslovaquia |
| 15 de septiembre de 2016 | Estadio Zimbru (Chisináu)        | Moldavia   | 0 – 5     | Dinamarca  |
| 20 de septiembre de 2016 | Stadion Miejski OSiR (Włocławek) | Polonia    | 4 – 0     | Moldavia   |
| 20 de septiembre de 2016 | Viborg Stadion (Viborg)          | Dinamarca  | 2 – 0     | Suecia     |

- Fuente: UEFA

#### Grupo 5
| Equipo   | Pts | PJ | PG | PE | PP | GF | GC | Dif |
| -------- | --- | -- | -- | -- | -- | -- | -- | --- |
| Alemania | 24  | 8  | 8  | 0  | 0  | 35 | 0  | +35 |
| Rusia    | 14  | 8  | 4  | 2  | 2  | 14 | 9  | +5  |
| Hungría  | 8   | 8  | 2  | 2  | 4  | 8  | 20 | -12 |
| Croacia  | 7   | 8  | 2  | 1  | 5  | 8  | 15 | -7  |
| Turquía  | 4   | 8  | 1  | 1  | 6  | 3  | 24 | -21 |

| \| Fecha \| Estadio (Ciudad) \| Local \| Resultado \| Visitante \| \| ------------------------ \| ------------------------------------------- \| -------- \| --------- \| --------- \| \| 17 de septiembre de 2015 \| Kazım Karabekir Stadium (Erzurum) \| Turquía \| 1 – 4 \| Croacia \| \| 18 de septiembre de 2015 \| Erdgas Sportpark (Halle) \| Alemania \| 12 – 0 \| Hungría \| \| 22 de septiembre de 2015 \| Stadion Kranjčevićeva (Zagreb) \| Croacia \| 0 – 1 \| Alemania \| \| 21 de octubre de 2015 \| Groupama Arena (Budapest) \| Hungría \| 1 – 0 \| Turquía \| \| 22 de octubre de 2015 \| BRITA-Arena (Wiesbaden) \| Alemania \| 2 – 0 \| Rusia \| \| 25 de octubre de 2015 \| Hardtwaldstadion (Sandhausen) \| Alemania \| 7 – 0 \| Turquía \| \| 25 de octubre de 2015 \| Stadion Gradski vrt (Osijek) \| Croacia \| 1 – 1 \| Hungría \| \| 25 de noviembre de 2015 \| Fethiye İlçe Stadyumu (Fethiye) \| Turquía \| 0 – 0 \| Rusia \| \| 29 de noviembre de 2015 \| Pancho Arena (Felcsút) \| Hungría \| 0 – 1 \| Rusia \| \| 30 de noviembre de 2015 \| Stadion Rujevica (Rijeka) \| Croacia \| 3 – 0 \| Turquía \| \| 8 de abril de 2016 \| Estadio Recep Tayyip Erdoğan (Estambul) \| Turquía \| 0 – 6 \| Alemania \| \| 8 de abril de 2016 \| Gyirmóti Stadion (Győr) \| Hungría \| 2 – 0 \| Croacia \| \| 12 de abril de 2016 \| Stadion an der Bremer Brücke (Osnabrück) \| Alemania \| 2 – 0 \| Croacia \| \| 12 de abril de 2016 \| Estadio Petrovski (San Petersburgo) \| Rusia \| 3 – 3 \| Hungría \| \| 2 de junio de 2016 \| Arena Jimki (Jimki) \| Rusia \| 2 – 0 \| Turquía \| \| 6 de junio de 2016 \| Estadio de la Universidad Akdeniz (Antalya) \| Turquía \| 2 – 1 \| Hungría \| \| 6 de junio de 2016 \| Gradski stadion (Koprivnica) \| Croacia \| 0 – 3 \| Rusia \| \| 16 de septiembre de 2016 \| Arena Jimki (Jimki) \| Rusia \| 0 – 4 \| Alemania \| \| 20 de septiembre de 2016 \| Gyirmóti Stadion (Győr) \| Hungría \| 0 – 1 \| Alemania \| \| 20 de septiembre de 2016 \| Arena Jimki (Jimki) \| Rusia \| 5 – 0 \| Croacia \| |                                             |          |           |           |
| Fecha | Estadio (Ciudad)                            | Local    | Resultado | Visitante |
| 17 de septiembre de 2015 | Kazım Karabekir Stadium (Erzurum)           | Turquía  | 1 – 4     | Croacia   |
| 18 de septiembre de 2015 | Erdgas Sportpark (Halle)                    | Alemania | 12 – 0    | Hungría   |
| 22 de septiembre de 2015 | Stadion Kranjčevićeva (Zagreb)              | Croacia  | 0 – 1     | Alemania  |
| 21 de octubre de 2015 | Groupama Arena (Budapest)                   | Hungría  | 1 – 0     | Turquía   |
| 22 de octubre de 2015 | BRITA-Arena (Wiesbaden)                     | Alemania | 2 – 0     | Rusia     |
| 25 de octubre de 2015 | Hardtwaldstadion (Sandhausen)               | Alemania | 7 – 0     | Turquía   |
| 25 de octubre de 2015 | Stadion Gradski vrt (Osijek)                | Croacia  | 1 – 1     | Hungría   |
| 25 de noviembre de 2015 | Fethiye İlçe Stadyumu (Fethiye)             | Turquía  | 0 – 0     | Rusia     |
| 29 de noviembre de 2015 | Pancho Arena (Felcsút)                      | Hungría  | 0 – 1     | Rusia     |
| 30 de noviembre de 2015 | Stadion Rujevica (Rijeka)                   | Croacia  | 3 – 0     | Turquía   |
| 8 de abril de 2016 | Estadio Recep Tayyip Erdoğan (Estambul)     | Turquía  | 0 – 6     | Alemania  |
| 8 de abril de 2016 | Gyirmóti Stadion (Győr)                     | Hungría  | 2 – 0     | Croacia   |
| 12 de abril de 2016 | Stadion an der Bremer Brücke (Osnabrück)    | Alemania | 2 – 0     | Croacia   |
| 12 de abril de 2016 | Estadio Petrovski (San Petersburgo)         | Rusia    | 3 – 3     | Hungría   |
| 2 de junio de 2016 | Arena Jimki (Jimki)                         | Rusia    | 2 – 0     | Turquía   |
| 6 de junio de 2016 | Estadio de la Universidad Akdeniz (Antalya) | Turquía  | 2 – 1     | Hungría   |
| 6 de junio de 2016 | Gradski stadion (Koprivnica)                | Croacia  | 0 – 3     | Rusia     |
| 16 de septiembre de 2016 | Arena Jimki (Jimki)                         | Rusia    | 0 – 4     | Alemania  |
| 20 de septiembre de 2016 | Gyirmóti Stadion (Győr)                     | Hungría  | 0 – 1     | Alemania  |
| 20 de septiembre de 2016 | Arena Jimki (Jimki)                         | Rusia    | 5 – 0     | Croacia   |

- Fuente: UEFA

#### Grupo 6
| Equipo            | Pts | PJ | PG | PE | PP | GF | GC | Dif |
| ----------------- | --- | -- | -- | -- | -- | -- | -- | --- |
| Suiza             | 24  | 8  | 8  | 0  | 0  | 34 | 3  | +31 |
| Italia            | 18  | 8  | 6  | 0  | 2  | 26 | 8  | +18 |
| República Checa   | 10  | 8  | 3  | 1  | 4  | 13 | 18 | -5  |
| Irlanda del Norte | 7   | 8  | 2  | 1  | 5  | 10 | 22 | -12 |
| Georgia           | 0   | 8  | 0  | 0  | 8  | 2  | 34 | -32 |

| \| Fecha \| Estadio (Ciudad) \| Local \| Resultado \| Visitante \| \| ------------------------ \| --------------------------------------------------- \| ----------------- \| --------- \| ----------------- \| \| 18 de septiembre de 2015 \| Stadio Alberto Picco (La Spezia) \| Italia \| 6 – 1 \| Georgia \| \| 22 de septiembre de 2015 \| Estadio Mikheil Meskhi (Tiflis) \| Georgia \| 0 – 3 \| República Checa \| \| 24 de octubre de 2015 \| Estadio Dino Manuzzi (Cesena) \| Italia \| 0 – 3 \| Suiza \| \| 24 de octubre de 2015 \| Estadio Mikheil Meskhi (Tiflis) \| Georgia \| 0 – 3 \| Irlanda del Norte \| \| 27 de octubre de 2015 \| Letní stadion (Chomutov) \| República Checa \| 0 – 3 \| Italia \| \| 27 de octubre de 2015 \| Tissot Arena (Biel/Bienne) \| Suiza \| 4 – 0 \| Georgia \| \| 27 de noviembre de 2015 \| Mourneview Park (Lurgan) \| Irlanda del Norte \| 1 – 8 \| Suiza \| \| 1 de diciembre de 2015 \| Stade de la Maladière (Neuchâtel) \| Suiza \| 5 – 1 \| República Checa \| \| 9 de abril de 2016 \| Tissot Arena (Biel/Bienne) \| Suiza \| 2 – 1 \| Italia \| \| 12 de abril de 2016 \| Stadion v Městských sadech (Opava) \| República Checa \| 4 – 1 \| Georgia \| \| 12 de abril de 2016 \| MAPEI Stadium - Città del Tricolore (Reggio Emilia) \| Italia \| 3 – 1 \| Irlanda del Norte \| \| 3 de junio de 2016 \| Solitude (Belfast) \| Irlanda del Norte \| 4 – 0 \| Georgia \| \| 4 de junio de 2016 \| Stadion Střelnice (Jablonec nad Nisou) \| República Checa \| 0 – 5 \| Suiza \| \| 7 de junio de 2016 \| Estadio Tengiz Burjanadze (Gori) \| Georgia \| 0 – 7 \| Italia \| \| 7 de junio de 2016 \| Stadion Střelnice (Jablonec nad Nisou) \| República Checa \| 3 – 0 \| Irlanda del Norte \| \| 3 de agosto de 2016 \| Mourneview Park (Lurgan) \| Irlanda del Norte \| 1 – 1 \| República Checa \| \| 15 de septiembre de 2016 \| Estadio Tengiz Burjanadze, (Gori) \| Georgia \| 0 – 3 \| Suiza \| \| 16 de septiembre de 2016 \| Mourneview Park (Lurgan) \| Irlanda del Norte \| 0 – 3 \| Italia \| \| 20 de septiembre de 2016 \| Tissot Arena (Biel/Bienne) \| Suiza \| 4 – 0 \| Irlanda del Norte \| \| 20 de septiembre de 2016 \| Estadio Silvio Piola (Vercelli) \| Italia \| 3 – 1 \| República Checa \| |                                                     |                   |           |                   |
| Fecha | Estadio (Ciudad)                                    | Local             | Resultado | Visitante         |
| 18 de septiembre de 2015 | Stadio Alberto Picco (La Spezia)                    | Italia            | 6 – 1     | Georgia           |
| 22 de septiembre de 2015 | Estadio Mikheil Meskhi (Tiflis)                     | Georgia           | 0 – 3     | República Checa   |
| 24 de octubre de 2015 | Estadio Dino Manuzzi (Cesena)                       | Italia            | 0 – 3     | Suiza             |
| 24 de octubre de 2015 | Estadio Mikheil Meskhi (Tiflis)                     | Georgia           | 0 – 3     | Irlanda del Norte |
| 27 de octubre de 2015 | Letní stadion (Chomutov)                            | República Checa   | 0 – 3     | Italia            |
| 27 de octubre de 2015 | Tissot Arena (Biel/Bienne)                          | Suiza             | 4 – 0     | Georgia           |
| 27 de noviembre de 2015 | Mourneview Park (Lurgan)                            | Irlanda del Norte | 1 – 8     | Suiza             |
| 1 de diciembre de 2015 | Stade de la Maladière (Neuchâtel)                   | Suiza             | 5 – 1     | República Checa   |
| 9 de abril de 2016 | Tissot Arena (Biel/Bienne)                          | Suiza             | 2 – 1     | Italia            |
| 12 de abril de 2016 | Stadion v Městských sadech (Opava)                  | República Checa   | 4 – 1     | Georgia           |
| 12 de abril de 2016 | MAPEI Stadium - Città del Tricolore (Reggio Emilia) | Italia            | 3 – 1     | Irlanda del Norte |
| 3 de junio de 2016 | Solitude (Belfast)                                  | Irlanda del Norte | 4 – 0     | Georgia           |
| 4 de junio de 2016 | Stadion Střelnice (Jablonec nad Nisou)              | República Checa   | 0 – 5     | Suiza             |
| 7 de junio de 2016 | Estadio Tengiz Burjanadze (Gori)                    | Georgia           | 0 – 7     | Italia            |
| 7 de junio de 2016 | Stadion Střelnice (Jablonec nad Nisou)              | República Checa   | 3 – 0     | Irlanda del Norte |
| 3 de agosto de 2016 | Mourneview Park (Lurgan)                            | Irlanda del Norte | 1 – 1     | República Checa   |
| 15 de septiembre de 2016 | Estadio Tengiz Burjanadze, (Gori)                   | Georgia           | 0 – 3     | Suiza             |
| 16 de septiembre de 2016 | Mourneview Park (Lurgan)                            | Irlanda del Norte | 0 – 3     | Italia            |
| 20 de septiembre de 2016 | Tissot Arena (Biel/Bienne)                          | Suiza             | 4 – 0     | Irlanda del Norte |
| 20 de septiembre de 2016 | Estadio Silvio Piola (Vercelli)                     | Italia            | 3 – 1     | República Checa   |

- Fuente: UEFA

#### Grupo 7
| Equipo               | Pts | PJ | PG | PE | PP | GF | GC | Dif |
| -------------------- | --- | -- | -- | -- | -- | -- | -- | --- |
| Inglaterra           | 22  | 8  | 7  | 1  | 0  | 32 | 1  | +31 |
| Bélgica              | 17  | 8  | 5  | 2  | 1  | 27 | 5  | +22 |
| Serbia               | 10  | 8  | 3  | 1  | 4  | 10 | 21 | -11 |
| Bosnia y Herzegovina | 9   | 8  | 3  | 0  | 5  | 8  | 17 | -9  |
| Estonia              | 0   | 8  | 0  | 0  | 8  | 0  | 33 | -33 |

| \| Fecha \| Estadio (Ciudad) \| Local \| Resultado \| Visitante \| \| ------------------------ \| -------------------------------------------- \| -------------------- \| --------- \| -------------------- \| \| 17 de septiembre de 2015 \| Tamme Stadium (Tartu) \| Estonia \| 0 – 1 \| Serbia \| \| 21 de septiembre de 2015 \| A. Le Coq Arena (Tallin) \| Estonia \| 0 – 8 \| Inglaterra \| \| 22 de septiembre de 2015 \| Den Dreef (Lovaina) \| Bélgica \| 6 – 0 \| Bosnia y Herzegovina \| \| 23 de octubre de 2015 \| FF BH (Zenica) \| Bosnia y Herzegovina \| 4 – 0 \| Estonia \| \| 27 de octubre de 2015 \| Suvača Sportcenter (Pećinci) \| Serbia \| 3 – 0 \| Estonia \| \| 27 de octubre de 2015 \| FF BH (Zenica) \| Bosnia y Herzegovina \| 0 – 5 \| Bélgica \| \| 25 de noviembre de 2015 \| Sports Center of FA of Serbia (Stara Pazova) \| Serbia \| 0 – 1 \| Bosnia y Herzegovina \| \| 29 de noviembre de 2015 \| Ashton Gate Stadium (Brístol) \| Inglaterra \| 1 – 0 \| Bosnia y Herzegovina \| \| 30 de noviembre de 2015 \| Den Dreef (Lovaina) \| Bélgica \| 1 – 1 \| Serbia \| \| 8 de abril de 2016 \| New York Stadium (Rotherham) \| Inglaterra \| 1 – 1 \| Bélgica \| \| 12 de abril de 2016 \| FF BH (Zenica) \| Bosnia y Herzegovina \| 0 – 1 \| Inglaterra \| \| 12 de abril de 2016 \| Den Dreef (Lovaina) \| Bélgica \| 6 – 0 \| Estonia \| \| 3 de junio de 2016 \| Tamme Stadium (Tartu) \| Estonia \| 0 – 5 \| Bélgica \| \| 4 de junio de 2016 \| Adams Park (Wycombe) \| Inglaterra \| 7 – 0 \| Serbia \| \| 6 de junio de 2016 \| Tamme Stadium (Tartu) \| Estonia \| 0 – 1 \| Bosnia y Herzegovina \| \| 7 de junio de 2016 \| Sports Center of FA of Serbia (Stara Pazova) \| Serbia \| 0 – 7 \| Inglaterra \| \| 15 de septiembre de 2016 \| Sports Center of FA of Serbia (Stara Pazova) \| Serbia \| 1 – 3 \| Bélgica \| \| 15 de septiembre de 2016 \| Meadow Lane (Nottingham) \| Inglaterra \| 5 – 0 \| Estonia \| \| 20 de septiembre de 2016 \| FF BH (Zenica) \| Bosnia y Herzegovina \| 2 – 4 \| Serbia \| \| 20 de septiembre de 2016 \| Den Dreef (Lovaina) \| Bélgica \| 0 – 2 \| Inglaterra \| |                                              |                      |           |                      |
| Fecha | Estadio (Ciudad)                             | Local                | Resultado | Visitante            |
| 17 de septiembre de 2015 | Tamme Stadium (Tartu)                        | Estonia              | 0 – 1     | Serbia               |
| 21 de septiembre de 2015 | A. Le Coq Arena (Tallin)                     | Estonia              | 0 – 8     | Inglaterra           |
| 22 de septiembre de 2015 | Den Dreef (Lovaina)                          | Bélgica              | 6 – 0     | Bosnia y Herzegovina |
| 23 de octubre de 2015 | FF BH (Zenica)                               | Bosnia y Herzegovina | 4 – 0     | Estonia              |
| 27 de octubre de 2015 | Suvača Sportcenter (Pećinci)                 | Serbia               | 3 – 0     | Estonia              |
| 27 de octubre de 2015 | FF BH (Zenica)                               | Bosnia y Herzegovina | 0 – 5     | Bélgica              |
| 25 de noviembre de 2015 | Sports Center of FA of Serbia (Stara Pazova) | Serbia               | 0 – 1     | Bosnia y Herzegovina |
| 29 de noviembre de 2015 | Ashton Gate Stadium (Brístol)                | Inglaterra           | 1 – 0     | Bosnia y Herzegovina |
| 30 de noviembre de 2015 | Den Dreef (Lovaina)                          | Bélgica              | 1 – 1     | Serbia               |
| 8 de abril de 2016 | New York Stadium (Rotherham)                 | Inglaterra           | 1 – 1     | Bélgica              |
| 12 de abril de 2016 | FF BH (Zenica)                               | Bosnia y Herzegovina | 0 – 1     | Inglaterra           |
| 12 de abril de 2016 | Den Dreef (Lovaina)                          | Bélgica              | 6 – 0     | Estonia              |
| 3 de junio de 2016 | Tamme Stadium (Tartu)                        | Estonia              | 0 – 5     | Bélgica              |
| 4 de junio de 2016 | Adams Park (Wycombe)                         | Inglaterra           | 7 – 0     | Serbia               |
| 6 de junio de 2016 | Tamme Stadium (Tartu)                        | Estonia              | 0 – 1     | Bosnia y Herzegovina |
| 7 de junio de 2016 | Sports Center of FA of Serbia (Stara Pazova) | Serbia               | 0 – 7     | Inglaterra           |
| 15 de septiembre de 2016 | Sports Center of FA of Serbia (Stara Pazova) | Serbia               | 1 – 3     | Bélgica              |
| 15 de septiembre de 2016 | Meadow Lane (Nottingham)                     | Inglaterra           | 5 – 0     | Estonia              |
| 20 de septiembre de 2016 | FF BH (Zenica)                               | Bosnia y Herzegovina | 2 – 4     | Serbia               |
| 20 de septiembre de 2016 | Den Dreef (Lovaina)                          | Bélgica              | 0 – 2     | Inglaterra           |

- Fuente: UEFA

#### Grupo 8
| Equipo     | Pts | PJ | PG | PE | PP | GF | GC | Dif |
| ---------- | --- | -- | -- | -- | -- | -- | -- | --- |
| Noruega    | 22  | 8  | 7  | 1  | 0  | 29 | 2  | +27 |
| Austria    | 17  | 8  | 5  | 2  | 1  | 18 | 4  | +14 |
| Gales      | 11  | 8  | 3  | 2  | 3  | 13 | 11 | +2  |
| Kazajistán | 4   | 8  | 1  | 1  | 6  | 2  | 30 | -28 |
| Israel     | 2   | 8  | 0  | 2  | 6  | 2  | 17 | -15 |

| \| Fecha \| Estadio (Ciudad) \| Local \| Resultado \| Visitante \| \| ------------------------ \| --------------------------------------- \| ---------- \| --------- \| ---------- \| \| 17 de septiembre de 2015 \| BIIK Stadium (Shymkent) \| Kazajistán \| 0 – 2 \| Austria \| \| 22 de septiembre de 2015 \| Kazhymukan Munaitpasov Stadium (Astaná) \| Kazajistán \| 0 – 4 \| Noruega \| \| 22 de septiembre de 2015 \| NV Arena (Sankt Pölten) \| Austria \| 3 – 0 \| Gales \| \| 22 de octubre de 2015 \| Lod Municipal Stadium (Lod) \| Israel \| 0 – 0 \| Kazajistán \| \| 23 de octubre de 2015 \| Color Line Stadion (Ålesund) \| Noruega \| 4 – 0 \| Gales \| \| 25 de octubre de 2015 \| Lod Municipal Stadium (Lod) \| Israel \| 0 – 1 \| Austria \| \| 26 de noviembre de 2015 \| Bridge Meadow Stadium (Haverfordwest) \| Gales \| 4 – 0 \| Kazajistán \| \| 1 de diciembre de 2015 \| Estadio Ramat Gan (Ramat Gan) \| Israel \| 2 – 2 \| Gales \| \| 6 de abril de 2016 \| Estadio Ramat Gan (Ramat Gan) \| Israel \| 0 – 1 \| Noruega \| \| 6 de abril de 2016 \| Vorwärts Stadion (Steyr) \| Austria \| 6 – 1 \| Kazajistán \| \| 10 de abril de 2016 \| Vorwärts Stadion (Steyr) \| Austria \| 0 – 1 \| Noruega \| \| 12 de abril de 2016 \| BIIK Stadium (Shymkent) \| Kazajistán \| 0 – 4 \| Gales \| \| 2 de junio de 2016 \| BIIK Stadium (Shymkent) \| Kazajistán \| 1 – 0 \| Israel \| \| 2 de junio de 2016 \| Ullevaal Stadion (Oslo) \| Noruega \| 2 – 2 \| Austria \| \| 6 de junio de 2016 \| Waldviertler Volksbank Arena (Horn) \| Austria \| 4 – 0 \| Israel \| \| 7 de junio de 2016 \| Newport Stadium (Newport) \| Gales \| 0 – 2 \| Noruega \| \| 15 de septiembre de 2016 \| Aker Stadion (Molde) \| Noruega \| 10 – 0 \| Kazajistán \| \| 15 de septiembre de 2016 \| Rodney Parade (Newport) \| Gales \| 3 – 0 \| Israel \| \| 19 de septiembre de 2016 \| Høddvoll Stadion (Ulsteinvik) \| Noruega \| 5 – 0 \| Israel \| \| 20 de septiembre de 2016 \| Rodney Parade (Newport) \| Gales \| 0 – 0 \| Austria \| |                                         |            |           |            |
| Fecha | Estadio (Ciudad)                        | Local      | Resultado | Visitante  |
| 17 de septiembre de 2015 | BIIK Stadium (Shymkent)                 | Kazajistán | 0 – 2     | Austria    |
| 22 de septiembre de 2015 | Kazhymukan Munaitpasov Stadium (Astaná) | Kazajistán | 0 – 4     | Noruega    |
| 22 de septiembre de 2015 | NV Arena (Sankt Pölten)                 | Austria    | 3 – 0     | Gales      |
| 22 de octubre de 2015 | Lod Municipal Stadium (Lod)             | Israel     | 0 – 0     | Kazajistán |
| 23 de octubre de 2015 | Color Line Stadion (Ålesund)            | Noruega    | 4 – 0     | Gales      |
| 25 de octubre de 2015 | Lod Municipal Stadium (Lod)             | Israel     | 0 – 1     | Austria    |
| 26 de noviembre de 2015 | Bridge Meadow Stadium (Haverfordwest)   | Gales      | 4 – 0     | Kazajistán |
| 1 de diciembre de 2015 | Estadio Ramat Gan (Ramat Gan)           | Israel     | 2 – 2     | Gales      |
| 6 de abril de 2016 | Estadio Ramat Gan (Ramat Gan)           | Israel     | 0 – 1     | Noruega    |
| 6 de abril de 2016 | Vorwärts Stadion (Steyr)                | Austria    | 6 – 1     | Kazajistán |
| 10 de abril de 2016 | Vorwärts Stadion (Steyr)                | Austria    | 0 – 1     | Noruega    |
| 12 de abril de 2016 | BIIK Stadium (Shymkent)                 | Kazajistán | 0 – 4     | Gales      |
| 2 de junio de 2016 | BIIK Stadium (Shymkent)                 | Kazajistán | 1 – 0     | Israel     |
| 2 de junio de 2016 | Ullevaal Stadion (Oslo)                 | Noruega    | 2 – 2     | Austria    |
| 6 de junio de 2016 | Waldviertler Volksbank Arena (Horn)     | Austria    | 4 – 0     | Israel     |
| 7 de junio de 2016 | Newport Stadium (Newport)               | Gales      | 0 – 2     | Noruega    |
| 15 de septiembre de 2016 | Aker Stadion (Molde)                    | Noruega    | 10 – 0    | Kazajistán |
| 15 de septiembre de 2016 | Rodney Parade (Newport)                 | Gales      | 3 – 0     | Israel     |
| 19 de septiembre de 2016 | Høddvoll Stadion (Ulsteinvik)           | Noruega    | 5 – 0     | Israel     |
| 20 de septiembre de 2016 | Rodney Parade (Newport)                 | Gales      | 0 – 0     | Austria    |

- Fuente: UEFA

### Ranking de los equipos en segundo lugar
Para determinar los seis mejores segundos de la fase de grupos que se clasificaron directamente para el torneo final y los dos equipos restantes que avanzaron a los play-offs, solo los resultados de los equipos de segundo puesto contra el primero, Tercero y cuarto en su grupo fueron tomados en cuenta, mientras que los resultados contra el quinto equipo no fueron incluidos. Como resultado, se contaron seis partidos jugados por cada equipo de segundo puesto para determinar la clasificación.
     – Clasificado a la Eurocopa Femenina 2017.
     – Clasificados a los Play-offs.
| Selección | Gr. | Pts. | PJ | PG | PE | PP | GF | GC | Dif |
| --------- | --- | ---- | -- | -- | -- | -- | -- | -- | --- |
| Escocia   | 1   | 15   | 6  | 5  | 0  | 1  | 16 | 6  | +10 |
| Dinamarca | 4   | 13   | 6  | 4  | 1  | 1  | 13 | 1  | +12 |
| Italia    | 6   | 12   | 6  | 4  | 0  | 2  | 13 | 7  | +6  |
| Bélgica   | 7   | 11   | 6  | 3  | 2  | 1  | 16 | 5  | +11 |
| Austria   | 8   | 11   | 6  | 3  | 2  | 1  | 13 | 4  | +9  |
| Rusia     | 5   | 10   | 6  | 3  | 1  | 2  | 12 | 9  | +3  |
| Rumania   | 3   | 10   | 6  | 3  | 1  | 2  | 11 | 8  | +3  |
| Portugal  | 2   | 7    | 6  | 2  | 1  | 3  | 6  | 10 | -4  |

- Fuente: UEFA

## Play-offs

### Sorteo
El sorteo del play-offs (para decidir el orden de los partidos) fue celebrado el 23 de septiembre de 2016, en la sede de la UEFA en Nyon, Suiza.

### Partidos
El ganador de la eliminatoria clasifica para la Eurocopa Femenina 2017.
| Equipo 1 | Agr.    | Equipo 2 | Ida | Vuelta |
| -------- | ------- | -------- | --- | ------ |
| Portugal | 1–1 (a) | Rumania  | 0–0 | 1–1    |

## Equipos clasificados
Los siguientes 16 equipos clasificaron para el torneo final.
| Equipo       | Calificado como      | Fecha de clasificación   | Apariciones previas en el torneo1                               |
| ------------ | -------------------- | ------------------------ | --------------------------------------------------------------- |
| Países Bajos | Anfitrión            | 4 de diciembre de 2014   | 2 (2009, 2013)                                                  |
| Islandia     | Ganador del Grupo 1  | 16 de septiembre de 2016 | 2 (2009, 2013)                                                  |
| España       | Ganador del Grupo 2  | 7 de junio de 2016       | 2 (1997, 2013)                                                  |
| Francia      | Ganador del Grupo 3  | 11 de abril de 2016      | 5 (1997, 2001, 2005, 2009, 2013)                                |
| Suecia       | Ganador del Grupo 4  | 15 de septiembre de 2016 | 9 (1984, 1987, 1989, 1995, 1997, 2001, 2005, 2009, 2013)        |
| Alemania     | Ganador del Grupo 5  | 12 de abril de 2016      | 9 (19892, 1991, 1993, 1995, 1997, 2001, 2005, 2009, 2013)       |
| Suiza        | Ganador del Grupo 6  | 4 de junio de 2016       | 0 (debutante)                                                   |
| Inglaterra   | Ganador del Grupo 7  | 7 de junio de 2016       | 7 (1984, 1987, 1995, 2001, 2005, 2009, 2013)                    |
| Noruega      | Ganador del Grupo 8  | 7 de junio de 2016       | 10 (1987, 1989, 1991, 1993, 1995, 1997, 2001, 2005, 2009, 2013) |
| Escocia      | Mejor segundo        | 16 de septiembre de 2016 | 0 (debutante)                                                   |
| Dinamarca    | Mejor segundo        | 20 de septiembre de 2016 | 8 (1984, 1991, 1993, 1997, 2001, 2005, 2009, 2013)              |
| Italia       | Mejor segundo        | 20 de septiembre de 2016 | 10 (1984, 1987, 1989, 1991, 1993, 1997, 2001, 2005, 2009, 2013) |
| Bélgica      | Mejor segundo        | 16 de septiembre de 2016 | 0 (debutante)                                                   |
| Austria      | Mejor segundo        | 20 de septiembre de 2016 | 0 (debutante)                                                   |
| Rusia        | Mejor segundo        | 20 de septiembre de 2016 | 4 (1997, 2001, 2009, 2013)                                      |
| Portugal     | Ganador del Play-off | 25 de octubre de 2016    | 0 (debutante)                                                   |

1 Negrilla indica campeón para ese año. Italic indica anfitrión para ese año.
2 Como Alemania Occidental

## Goleadoras
Jugadoras con seis o más goles.
10 goles
- Harpa Þorsteinsdóttir
- Ada Hegerberg
- Jane Ross

8 goles
- Eugénie Le Sommer
- Verónica Boquete

7 goles
- Pernille Harder
- Nadia Nadim
- Dagný Brynjarsdóttir
- Isabell Herlovsen
- Ana-Maria Crnogorčević
- Helen Ward

6 goles
- Milena Nikolić
- Sanne Troelsgaard
- Karen Carney
- Danielle Carter
- Cristiana Girelli
- Cláudia Neto
- Joanne Love
- Sonia Bermúdez
- Fabienne Humm